# 毛針

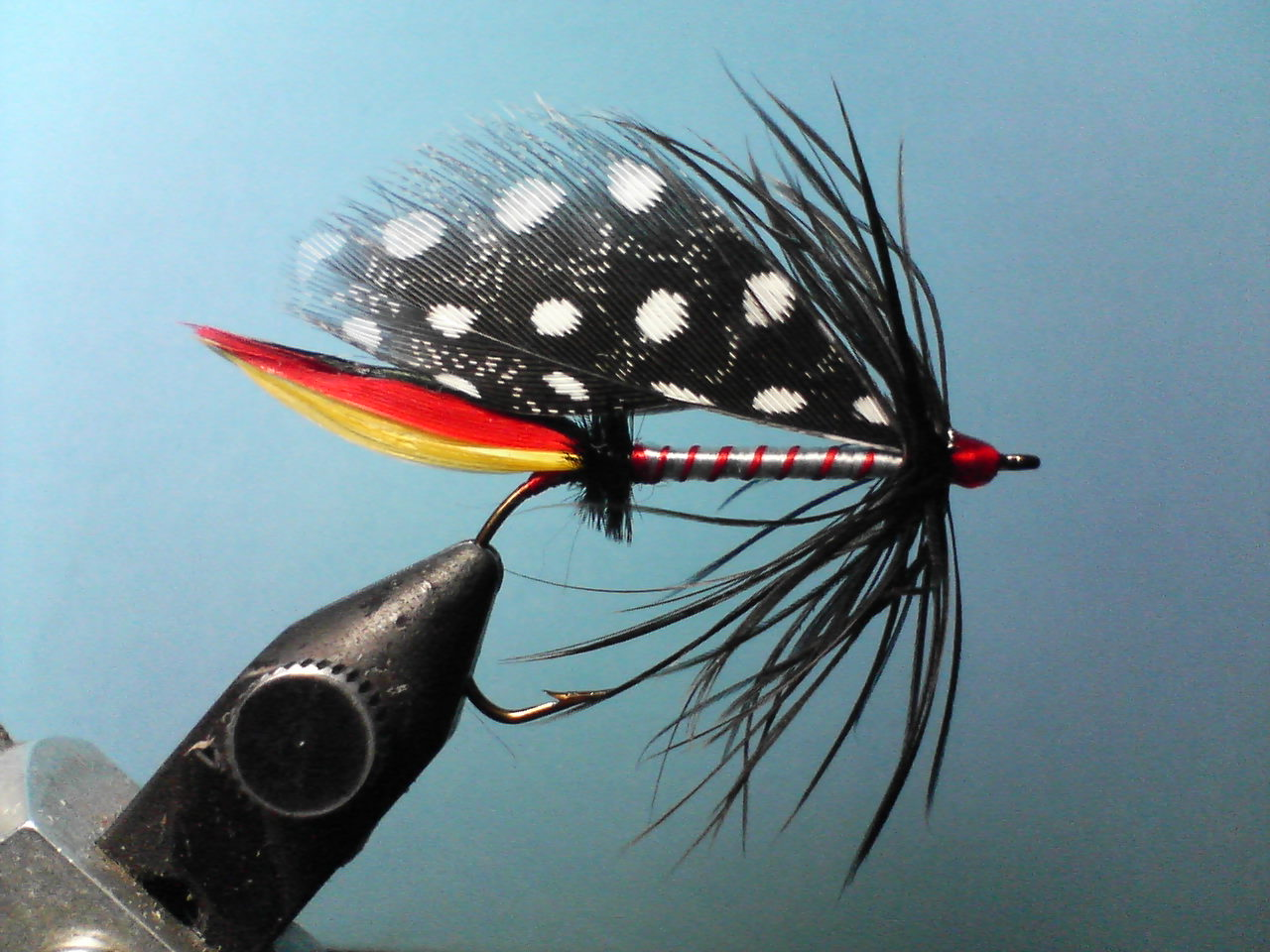
毛針

毛針（けばり）とは魚釣りに用いる針の一種で、針に毛を付けて虫などの餌にみせかけたもの（疑似餌）。魚に、餌である虫が水面に落ちたと誤認させる方法で使用する。毛鈎や毛鉤とも表記される。鮎釣りに使用される毛針は蚊ばりとも呼ばれるが、一般的には「毛鈎」との表記を用いている。
欧米式の毛針はフライと呼ばれ、フライを用いた釣りはフライ・フィッシングと称される。日本の毛針と欧米のフライには見た目や釣法、その文化的な背景などに差異があるが、フライはしばしば日本語で毛針と訳され、日本の毛針を使ったテンカラ釣りなどを広義のフライ・フィッシングに含める場合もある。欧米のフライも日本の毛針も、その発祥は紀元前といわれ、互いに交流のない欧米と日本、あるいは日本の山村各地でよく似たものが同時発生的に生み出されたのではないかと考える者もいる。
欧米のフライ・フィッシングはスポーツとして発展し、情報の共有が進んで体系化されてきた歴史を持つ。一方で日本の伝統的な毛針は職漁のための手段という実用性が重視され、また閉鎖的な形で受け継がれてきた。状況に応じて多数の針を使い分けるフライとは異なり、日本の伝統的な川釣り用の毛針は専ら流れの速い渓流に特化されており、構造もシンプルなものとなっている。
欧米のフライでは、おもりを使用せず毛針を水面に流すものは「ドライ・フライ」と総称され、水生昆虫、小魚等を模した毛針は「ウエット・フライ」と呼ばれる。日本の渓流釣りに用いられてきた伝統的な毛針は沈むように作られているが、重りは用いず、竿の操作や流れの利用で水面に浮かせたり沈めたり流したりすることができ、ドライ、ウェット、ニンフなどを兼ねる。ただし、現代においては日本の毛針にも欧米のフライの技術が導入され、浮き沈みの機能などを備えたものも販売されている。